# Надери, Али
Али Надери Хусейнбади (род. 30 апреля 1980) — иранский футболист и тренер, специализирующийся на пляжном футболе. Главный тренер сборной Ирана. Участник пяти чемпионатов мира в качестве игрока и одного в качестве тренера.

## Биография
На чемпионате мира по пляжному футболу в составе сборной Ирана впервые выступил в 2007 году в Рио-де-Жанейро. Впоследствии играл на мундиалях 2008, 2011, 2013, 2015 годов.
В качестве тренера вывел «Парс Джоноби» в финал Клубного Мундиалито 2017 года, где его команда уступила московскому «Локомотиву» (4:5).
Работал помощником Аббаса Хашемпура в сборной Ирана. В октябре 2022 года стал главным тренером иранской команды. В 2023 году Надери был номинирован на звание лучшего тренера планеты по пляжному футболу.

## Достижения
В качестве игрока
- Победитель Кубка Азии: 2013 (Иран)[6]
- Бронзовый призёр Кубка Азии: 2015 (Иран)[7]

- Победитель Межконтинентального кубка: 2013 (Иран)
- Победитель Пляжных Азиатских игр: 2012, 2014 (Иран)[8]
- Чемпион Ирана: 2014 (Дарьянавардан Бошер)[9]

В качестве тренера
- Победитель Кубка Азии: 2023 (Иран)[10]
- Бронзовый призёр чемпионата мира: 2024 (Иран)
- Финалист Кубка Наций: 2023 (Иран)
- Финалист Клубного Мундиалито: 2017 (Парс Джоноби)